# 路爾斯·艾拔圖·蘇亞雷斯
路爾斯·阿尔韦托·蘇亞雷斯·戴亞士（西班牙語：Luis Alberto Suárez Díaz，1987年1月24日—），通常稱為蘇亞雷斯，烏拉圭男子足球員，现效力于美国职业足球大联盟球队迈阿密国际。
2014年，蘇亞雷斯在巴萨罗纳，與内马尔及梅西組成「MSN組合」。2014-2015球季，「MSN組合」總共攻入122球，是史上最強大的鋒線組合之一，並協助巴萨罗纳成為史上第一支兩奪三冠王的球隊。

## 球員生涯

### 早年

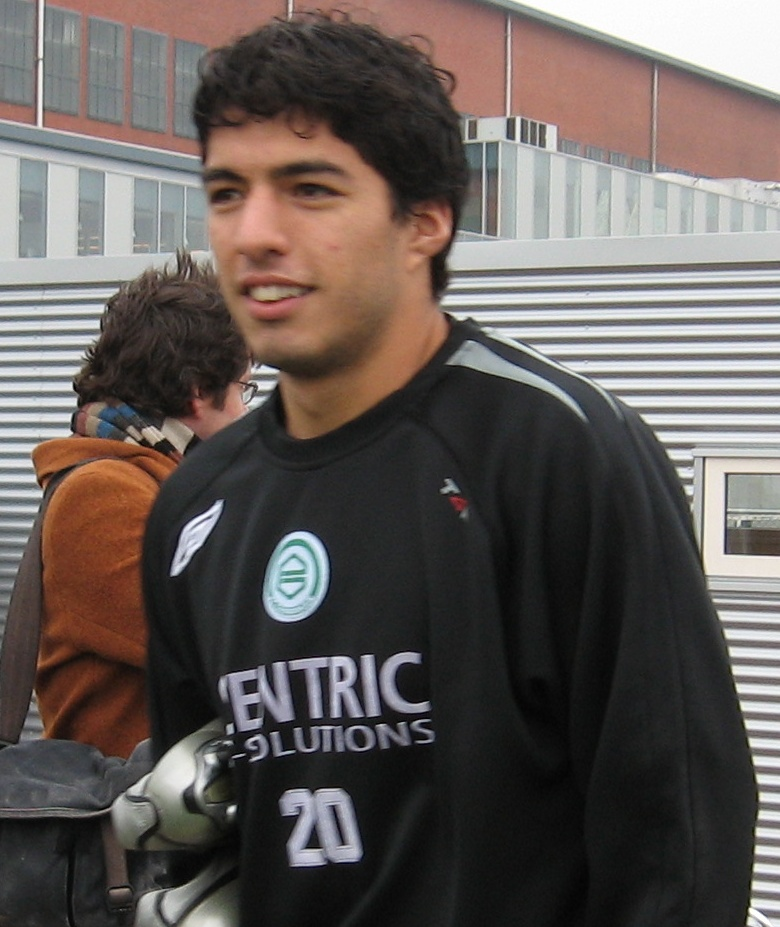
效力格羅寧根時期的蘇亞雷斯

這名球員原本效力烏拉圭球會国民，在2005/06賽季表現出色，29次上陣取得12個入球，協助球隊贏得總冠軍。
2006年獲荷蘭小型球隊格羅寧根羅致，轉會費為80萬歐元。蘇亞雷斯在格羅寧根的表現出色，29次上陣取得10個入球。他的出色發揮引起了其他歐洲球隊的注意，本賽季結束後，他於2007年8月9日加盟荷甲班霸球會阿積士，轉會費為850萬歐元。

### 阿積士
蘇亞雷斯首次為球隊上陣是在歐洲聯賽冠軍盃資格賽對布拉格斯拉維亞。在比賽中他為球隊獲得了點球，雖然亨特拉尔罚丢点球。他首次在荷甲為球隊上陣時，他攻入一個入球，交出3次助攻，協助阿贾克斯以8-1大勝迪加史卓普。他首次在球隊主場阿姆斯特丹球場上陣時，對陣SC海倫芬中取得兩個入球。其後，在聯賽中對陣威廉二世時他完成了加盟後的首次帽子戲法。蘇亞雷斯加盟阿贾克斯的第一個賽季總共得到40次出场机会，取得20個入球。
在2008-09賽季，由於蘇亞雷斯獲得大量黃牌，因此他要面對很多負面消息。蘇亞雷斯在本賽季獲得31次上陣，取得22個入球，球隊在聯賽排名第二。
在2009-10賽季，蘇亞雷斯於2009年8月8日的第二場聯賽比賽對華域克取得了本賽季第一個入球，最後更上演帽子戲法以4-1的勝出。一個月後，於2009年9月20日，蘇亞雷斯在一場比賽內取得四個入球，協助球隊以4-0擊敗VVV芬洛，在本賽季的7次上陣取得10個入球。在2009/10賽季歐洲聯賽分組賽對陣添美索亞拿中他攻入了一球，但錯過了兩個點球，最終阿贾克斯以1-2落敗，但球隊依然能晉身淘汰賽階段。2009年12月23日，在荷蘭盃一場對業餘球隊的比賽中，他取得6個入球，協助阿贾克斯以破紀錄的比數14-1大勝晉級。
2009/10賽季結束，蘇亞雷斯協助球隊在聯賽取得亞軍，在聯賽中以35球排名射手榜榜首（在所有比賽共攻入49個入球），更獲選為荷蘭足球先生。

### 利物浦

#### 2010-11球季
2011年1月29日，英超豪門利物浦官方宣佈同意以2650萬歐元的轉會費，收購烏拉圭射手蘇亞雷斯。2月2日，在利物浦主場對仗史篤城，蘇亞雷斯於63分鐘入替法比奧·奧利里奧，並於此場處子秀中攻入一球。
蘇亞雷斯以他的出色表現，上陣13場聯賽貢獻4個進球、3個助攻，幫助利物浦由12位升至第6位，而且更在對賽曼聯時表現出連續晃過曼聯多名防守球員的精采球技，外界認為他與安德鲁·卡罗尔組成的前鋒線會在2011/12賽季成為利物浦的兩把尖刀。

#### 2011-12球季
利物浦首場聯賽在主場晏菲路球場對陣新特蘭，蘇亞雷斯正選上陣，6分鐘在新特蘭禁區被絆倒，球證判十二碼，蘇亞雷斯亲自操刀，卻射向看臺。不過在12分鐘，蘇亞雷斯將功補過，接應查理·阿當罰球頂入，為利物浦先開紀錄，這個入球亦是球隊本賽季的第一球。在英超第二輪中，利物浦作客擊敗阿仙奴，在此場賽事中蘇亞雷斯攻入一球，幫助利物浦打破了11年沒有在客场擊敗阿仙奴的宿命。
在10月15日對曼聯的聯賽中，蘇亞雷斯涉嫌種族歧視對方球員帕特里斯·埃夫拉（因為他以對方球員球員是黑人（negro）為由踢他一腳），英格蘭足總因此在12月重罰蘇亞雷斯禁賽8場及罰款4萬英鎊。
2012年4月28日，利物浦聯賽作客诺里奇城，蘇亞雷斯上半場梅開二度，下半場再以將近45碼的吊射完成他在利物浦的首個帽子戲法，並獲選為此役的單場最佳球員。而整個球季，蘇亞雷斯以11個聯賽入球成為球隊的首席射手，所有比賽則合共攻入17球。

#### 2012-13球季
蘇亞雷斯在12/13球季成為球隊主力。球隊赛季初表現不佳，只有蘇亞雷斯仍持續其高產的入球率，聯賽第二轮對曼城即射入一記漂亮罰球，為其本赛季首個聯賽入球。第四轮聯賽對桑德兰又攻入聯賽第二球。其後第六轮聯賽對诺维奇更大演帽子戲法，助球隊以5-2大勝取得聯賽首勝。第28轮聯賽，蘇亞雷斯對维冈再度連中三元，在聯賽進球數增至21球。
4月21日，利物浦主場對切尔西的聯賽，蘇亞雷斯成為球場上的焦點。先於下半場7分鐘助攻隊友斯图里奇扳平1-1，卻於5分鐘後於本方禁區內手球犯规，讓切尔西獲得點球並由哈扎德操刀射入，利物浦再度落後。及後更被指咬傷車路士守衛伊凡诺维奇，但最終再度成為球隊功臣，於臨完場之際的補時7分鐘，接應斯图里奇傳球头球得分，扳平2-2完場。
賽後，英足總判定蘇亞雷斯咬人須重罰停賽10場，故餘下四場聯賽蘇亞雷斯不得再上陣，令他最終以23個聯賽進球結束此球季。當季英超神射手榜榜首位置，亦在此後不久被次席射手、曼聯的范佩西反超，使蘇亞雷斯最終無緣英超金靴的獎項。

#### 2013-14球季

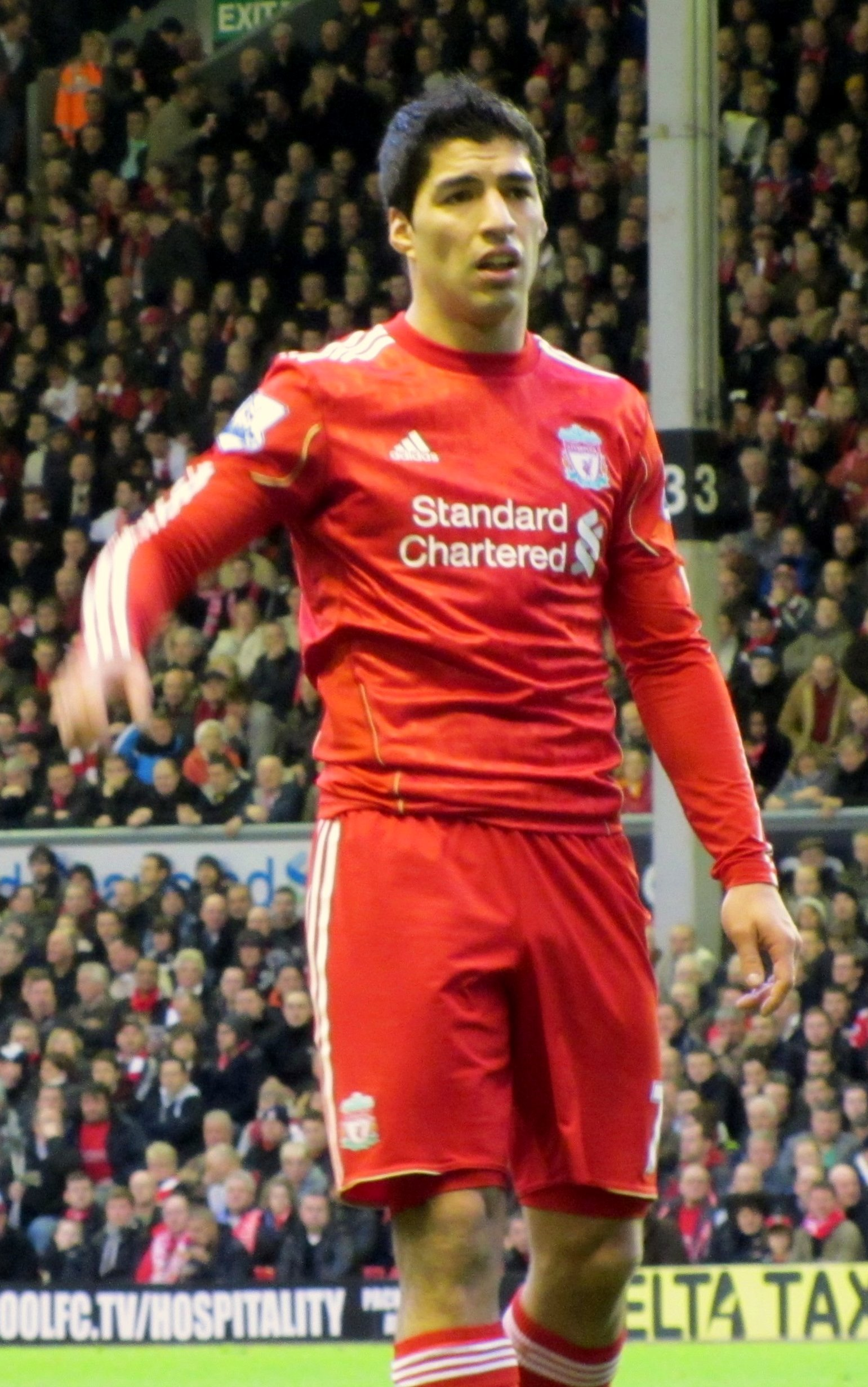
效力利物浦時期的蘇亞雷斯

2013年蘇亞雷斯在夏季轉會窗口關閉後只能坦然接受必須留隊的事實。
由於上賽季末蘇亞雷斯被處罰禁賽10場，而當時利物浦只剩四場比賽，故新賽季蘇亞雷斯必須再繼續禁賽六場。經過六場禁賽後，蘇亞雷斯的新賽季首秀於9月25日聯賽盃登場，首粒進球則在29號利物浦聯賽對陣新特蘭時出現，此役蘇亞雷斯梅開二度讓紅軍以3-1擊敗新特蘭，10月5日面對水晶宮以倒地之姿再進一球。復出後僅三場便攻入三球的他表現出完全沒受到禁賽影響的好狀態，雖然第三場聯賽暫時啞火，不過於10月26日對西布朗蘇亞雷斯就完成了新賽季首個帽子戲法。
此後蘇亞雷斯的進球節奏呈現一發不可收拾之態，11月9號對富咸再入兩球首次登上英超射手榜第一，與隊友斯图里奇和曼城前鋒阿奎罗並列，蘇亞雷斯的出場次數與時間卻遠少於此二人。11月23日默西賽德郡德比中，蘇亞雷斯踢進一記遠程自由球逼平埃弗顿，其搭檔斯图里奇卻在此戰之後必須掛傷號休息八周，利物浦的進球工作因而全都落到了蘇亞雷斯身上，然而蘇亞雷斯很快的就證明他承擔的起這個重責大任。12月4日蘇亞雷斯上演超級帽子戲法，所進的四球中就有兩顆世界波，對手诺里奇城堪稱蘇亞雷斯生涯最大的冤家，互賽四場便被其攻入了11球，包含此場共有三次帽子戲法。此時打進13球的蘇亞雷斯反超阿奎罗的11球，一枝獨秀領跑射手榜。
12月7日與西汉姆的比赛中，蘇亞雷斯原只算進了一球，但英超「疑似進球委員會」後來將其中一顆烏龍球改判為蘇亞雷斯的得分，使其總進球數來到15球；12月15日，利物浦作客來到數年來皆難以取勝的白鹿徑球場，首度帶上紅軍隊長袖標的蘇亞雷斯以本賽季的第六次梅開二度以及兩記助攻幫助利物浦5-0大勝熱刺，此場大勝利更使得對方主教練博阿斯為此黯然下台。隨著競爭對手阿奎罗的傷停，蘇亞雷斯在英超射手榜上已經一騎絕塵。
12月20日，利物浦官方宣布與蘇亞雷斯完成續約工作，蘇亞雷斯將為利物浦效力至2018年，其下賽季起將領取的20萬鎊週薪是利物浦創隊以來的最高薪。12月21日，蘇亞雷斯兩射一傳擊敗卡迪夫城，成為英超成立以來單月進球數達到雙位數的第一人，每進一球只需56.7分鐘與場均1.58球的數據更是冠絕歐洲足壇。
進入2014年，蘇亞雷斯的聯賽第20顆進球於1月1日對赫尔城時以任意球远射完成；1月12日，他用本賽季第八次梅開二度幫助利物浦征服在聯賽上從未取勝的不列顛尼亞球場。1月28號，利物浦對同市宿敵埃弗顿的次循環比賽，蘇亞雷斯先開出角球助隊長史提芬·謝拉特頂入一球，再把握對手後場失误，從半場直奔禁區，射死角破網，攻入本季第23球，助利物浦大勝4-0。

### 巴塞罗那

#### 2014–15球季

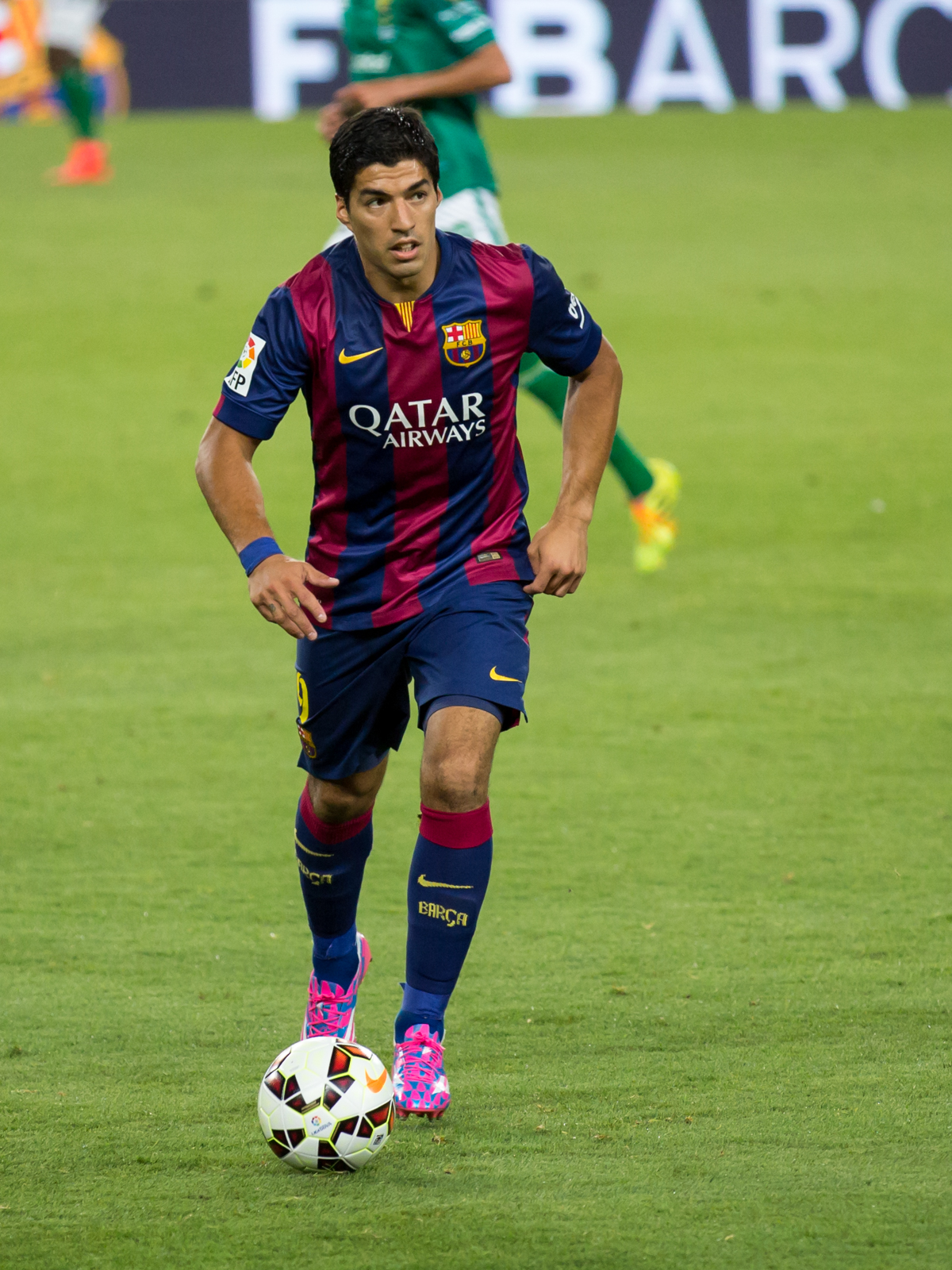
蘇亞雷斯在巴萨罗那，2014年8月

2014年7月11日，利物浦和巴塞罗那同時宣佈，烏拉圭前鋒已經正式加盟巴塞，簽約五年，轉會費約8,510萬歐元(6,498萬鎊)。於加盟初期雖然未能於右路作出重大貢獻，直至位置重回熟悉的中鋒後入球源源不絕，他更是与梅西、内马尔组成巴萨的进攻三叉戟，三人合作火力全开。包括於國家打吡攻破皇馬。而蘇亞雷斯在及後的14-15年欧冠，對陣曼城和巴黎聖日耳門都有入球。對巴黎時驚人地連續通大衛雷斯兩次坑渠並入球助球隊晉級八強。決賽對祖雲達斯時攻入再次领先的第二球，最终帮助巴萨获得三冠王包括西班牙足球甲级联赛冠军、西班牙国王杯、欧洲冠军杯、欧洲超级杯。蘇亞雷斯在巴塞的處子球季表現十分出色，於季初停賽下仍交出25入球21助攻的優異成績，更成為14-15年度西甲最佳引援。

#### 2015-16球季
蘇亞雷斯憑藉個人優異表現勇奪歐洲金靴獎，成為該季世界第一射手。蘇亞雷斯曾於國家打吡梅開二度助巴塞大勝皇馬4-0。

#### 2018-19球季
2018年10月28日，巴塞在西甲第10週主場迎戰皇馬。第27分鐘阿尔巴傳中，蘇亞雷斯在小禁区前接球時遭瓦拉內從後撞倒。球證未有立即給予巴塞12碼，幸好本賽季西甲引入視頻助理裁判（VAR），球證在翻看片段後改判12碼。30分鐘，蘇亞雷斯操刀，準確命中左下方死角，巴塞領先2-0。這個進球是國家打吡史上首個「VAR進球」。60分鐘，沙治·羅拔圖龍門附近回傳，蘇亞雷斯飛身凌空抽射中柱。第75分鐘，羅拔圖於禁区弧頂附近再次挑傳，蘇亞雷斯突然猛力一頂，頭球撞破皇馬大門，取得本場第2個進球，為巴塞擴大比分至3-1，扼殺了皇馬追平的希望。此後，巴塞完全掌握比賽節奏，皇馬後場險象環生，83分鐘朗列特從已方禁区長傳向前場，拉莫斯胸部停球失誤，被羅拔圖搶得控球權，本場第二次助攻蘇亞雷斯，造就他成為史上第11位對皇馬上演帽子戲法的巴塞球員，蘇羅組合助巴塞領先到4-1。最終本次經典大戰由巴塞5-1大破皇馬告終。剛剛喜獲第三個孩子的蘇亞雷斯成為本場主角，在兩個孩子的見證下取得三個進球。自他加盟巴塞以來，蘇亞雷斯是同期在國家打吡中的頭號射手，共9度洞穿皇馬球門，成為皇馬剋星。

#### 2019-20赛季
2020年8月15日，在巴萨被拜仁8比2击败的欧冠四强赛中，在第57分钟进入一球，将比分来到2-4。

### 馬德里競技
2020年9月23日，马德里竞技以600萬歐元浮動條款從巴塞罗那簽下蘇亞雷斯，上個月巴塞新教練罗纳德·科曼告訴他，他不屬於自己的計劃。
此前苏亚雷斯原本计划转会意大利球队尤文图斯，但因种种原因未能成行。有傳其中一個原因是在意大利文考試中作弊。
2020年9月27日，蘇亞雷斯在球隊對上格拉纳达的主場比賽首次亮相，並贡献了两个进球和一次助攻，本场马德里竞技獲得了6-1的勝利。因他的出色表現，马德里竞技事隔7年再次奪得了西甲聯賽冠軍，對蘇亞雷斯而言，更是對季前被放棄的巴塞作出完美報復。

### 重返国民
2022年7月26日，苏亚雷斯以自由身重返蒙得维的亚国民。

### 甘美奥
2023年1月，苏亚雷斯加入甘美奥并为其队参加52场比赛，并打入24球。

### 迈阿密国际
2023年夏天，苏亚雷斯计划加盟迈阿密国际，与梅西，阿尔巴和塞尔吉奥·布斯克茨和重聚。 然而，他与格雷米奥的合同不允许他加入俱乐部。  10月，国际迈阿密队主教练赫拉多·马蒂诺表示，俱乐部正在计划苏亚雷斯可能在2024年到来，并对有苏亚雷斯和没有苏亚雷斯的2024赛季进行了分析。 到11月，多份报道表明苏亚雷斯将与迈阿密国际签订一份为期一年的合同，并可以选择再续约一年。  2023年12月22日，迈阿密国际正式宣布苏亚雷斯将加盟俱乐部效力2024赛季。

## 國家隊
蘇亞雷斯是烏拉圭國家足球隊的成員，他在2007年2月8日首度代表國家隊上陣，協助國家隊以3-1戰勝哥倫比亞，不過他在第一次比赛中，便在第85分鐘收到第二張黃牌被罰下場。此後他便成為了國家隊的重要一員，在2010年世界盃外圍賽 (南美洲區)對陣玻利維亞和智利的賽事中他為球隊建功。隨着烏拉圭在附加賽以2-1擊敗哥斯達黎加之後，蘇亞雷斯在南非世界盃上和科蘭組成強勁的攻擊組合。在第三場分組賽，烏拉圭對戰墨西哥，蘇亞雷斯頂入一球，協助烏拉圭1:0全取3分，並以7分以A組首名出線，晉身十六強。接著的十六強賽事，對手是南韓。蘇亞雷斯8分鐘就接應科蘭的傳送攻入一球，雖然南韓在68分鐘由李青龍頭縋破網追平，但蘇亞雷斯80分鐘再接應隊友傳送，於禁區內射球，皮球直飛遠柱而入，替烏拉圭再次領先並最終勝出，晉身八強。
2011年11月11日，在烏拉圭主場對陣智利的2014年世界盃外圍賽中，一人獨進4球，該場比賽最終以4-0大勝。
2015年與2016年蘇亞雷斯皆因故未能上陣（因為2014年世界盃事件被禁賽9場，之後則為傷兵名單），此兩年烏拉圭隊進球總合還不如蘇亞雷斯2014年個人進球數。
2020年11月17日，苏亚雷斯COVID-19病毒檢測呈陽性，他將無法在2022年卡塔爾世界杯南美區預選賽烏拉圭對陣巴西的比賽中出場。
2022年12月3日, 烏拉圭於世界盃H組分組賽雖然以2：0擊敗加納，惟韓國在另一場賽事在補時階段絕殺葡萄牙，小組賽出局。这是乌拉圭队在近四届世界杯中首次小组赛出局。蘇亞雷斯哭成淚人。
2024年9月3日，苏亚雷斯宣布2024年9月7日對上巴拉圭將會是他效力烏拉圭國家隊生涯最後一戰，之後结束他17年的国家队生涯。

## 數據

### 俱樂部
最後更新：2023年
| 俱乐部     | 赛季     | 联赛     | 联赛 | 联赛 | 杯赛 | 杯赛 | 联赛杯 | 联赛杯 | 洲际 | 洲际 | 其他 | 其他 | 合计 | 合计 |
| 俱乐部     | 赛季     | 联赛级别 | 出场 | 进球 | 出场 | 进球 | 出场   | 进球   | 出场 | 进球 | 出场 | 进球 | 出场 | 进球 |
| ---------- | -------- | -------- | ---- | ---- | ---- | ---- | ------ | ------ | ---- | ---- | ---- | ---- | ---- | ---- |
| 国民       | 2005–06  | 乌甲     | 27   | 10   | –    | –    | –      | –      | 3    | 0    | 4    | 2    | 34   | 12   |
| 国民       | 總計     | 總計     | 27   | 10   | –    | –    | –      | –      | 3    | 0    | 4    | 2    | 34   | 12   |
| 格罗宁根   | 2006–07  | 荷甲     | 29   | 10   | 2    | 1    | –      | –      | 2    | 1    | 4    | 3    | 37   | 15   |
| 格罗宁根   | 總計     | 總計     | 29   | 10   | 2    | 1    | –      | –      | 2    | 1    | 4    | 3    | 37   | 15   |
| 阿贾克斯   | 2007–08  | 荷甲     | 33   | 17   | 3    | 2    | –      | –      | 4    | 1    | 4    | 2    | 42   | 22   |
| 阿贾克斯   | 2008–09  | 荷甲     | 31   | 22   | 2    | 1    | –      | –      | 10   | 5    | –    | –    | 43   | 28   |
| 阿贾克斯   | 2009–10  | 荷甲     | 33   | 35   | 6    | 8    | –      | –      | 9    | 6    | –    | –    | 48   | 49   |
| 阿贾克斯   | 2010–11  | 荷甲     | 13   | 7    | 1    | 1    | –      | –      | 9    | 4    | 1    | 0    | 24   | 12   |
| 阿贾克斯   | 總計     | 總計     | 110  | 81   | 12   | 12   | –      | –      | 32   | 16   | 5    | 2    | 159  | 111  |
| 利物浦     | 2010–11  | 英超     | 13   | 4    | 0    | 0    | 0      | 0      | 0    | 0    | –    | –    | 13   | 4    |
| 利物浦     | 2011–12  | 英超     | 31   | 11   | 4    | 3    | 4      | 3      | –    | –    | –    | –    | 39   | 17   |
| 利物浦     | 2012–13  | 英超     | 33   | 23   | 2    | 2    | 1      | 1      | 8    | 4    | –    | –    | 44   | 30   |
| 利物浦     | 2013–14  | 英超     | 33   | 31   | 3    | 0    | 1      | 0      | –    | –    | –    | –    | 37   | 31   |
| 利物浦     | 總計     | 總計     | 110  | 69   | 9    | 5    | 6      | 4      | 8    | 4    | –    | –    | 133  | 82   |
| 巴塞罗那   | 2014–15  | 西甲     | 27   | 16   | 6    | 2    | –      | –      | 10   | 7    | –    | –    | 43   | 25   |
| 巴塞罗那   | 2015–16  | 西甲     | 35   | 40   | 4    | 5    | –      | –      | 9    | 8    | 5    | 6    | 53   | 59   |
| 巴塞罗那   | 2016–17  | 西甲     | 35   | 29   | 6    | 4    | –      | –      | 9    | 3    | 1    | 1    | 51   | 37   |
| 巴塞罗那   | 2017-18  | 西甲     | 33   | 25   | 6    | 5    | —      | —      | 10   | 1    | 2    | 0    | 51   | 31   |
| 巴塞罗那   | 2018-19  | 西甲     | 33   | 21   | 5    | 3    | —      | —      | 10   | 1    | 1{   | 0    | 49   | 25   |
| 巴塞罗那   | 2019-20  | 西甲     | 28   | 16   | 0    | 0    | —      | —      | 7    | 5    | 1    | 0    | 36   | 21   |
| 巴塞罗那   | 總計     | 總計     | 191  | 147  | 27   | 19   | —      | —      | 55   | 25   | 10   | 7    | 283  | 198  |
| 马德里竞技 | 2020–21  | 西甲     | 32   | 21   | 0    | 0    | —      | —      | 6    | 0    | —    | —    | 38   | 21   |
| 马德里竞技 | 2021-22  | 西甲     | 35   | 11   | 2    | 1    | —      | —      | 7    | 1    | 1    | 0    | 45   | 13   |
| 马德里竞技 | 總計     | 總計     | 67   | 32   | 2    | 1    | —      | —      | 13   | 1    | 1    | 0    | 83   | 34   |
| 国民       | 2022     | 乌甲     | 14   | 8    | -    | -    | -      | -      | -    | -    | -    | -    | 14   | 8    |
| 国民       | 统计     | 统计     | 14   | 8    | -    | -    | -      | -      | -    | -    | -    | -    | 14   | 8    |
|            |          |          |      |      |      |      |        |        |      |      |      |      |      |      |
| 生涯總計   | 生涯總計 | 生涯總計 | 534  | 349  | 51   | 37   | 6      | 4      | 112  | 47   | 24   | 14   | 730  | 452  |

注解
1. ↑  包括荷蘭盃、英格蘭足總盃、及西班牙國王盃等赛事
2. ↑  在南美解放者杯中的出场
3. ↑  在乌拉甲附加赛中出场2次，打入2球。
4. 1 2  在欧洲联盟杯中的出场
5. 1 2  在荷甲附加赛中的出场
6. ↑  在欧冠中出场2次，打进1球；在欧洲联盟杯中出场2次
7. 1 2  在欧联杯中的出场
8. 1 2 3 4 5 6 7 8 9  在欧冠中的出场
9. ↑  在克鲁伊夫盾中的出场
10. ↑  在欧洲超级杯中出场1次，打入1球；在西班牙超级杯中出场2次；在世俱杯中出场2次，打入5球
11. ↑  在西班牙超級盃中的出场

### 國家隊
最後更新：2017年3月28日
| 乌拉圭 | 乌拉圭 | 乌拉圭 |
| 年份   | 出场   | 进球   |
| ------ | ------ | ------ |
| 2007   | 6      | 2      |
| 2008   | 10     | 4      |
| 2009   | 12     | 3      |
| 2010   | 11     | 7      |
| 2011   | 13     | 10     |
| 2012   | 8      | 4      |
| 2013   | 16     | 9      |
| 2014   | 6      | 5      |
| 2016   | 8      | 3      |
| 2017   | 1      | 0      |
| 合计   | 91     | 47     |

## 榮譽
蒙特維多國民隊

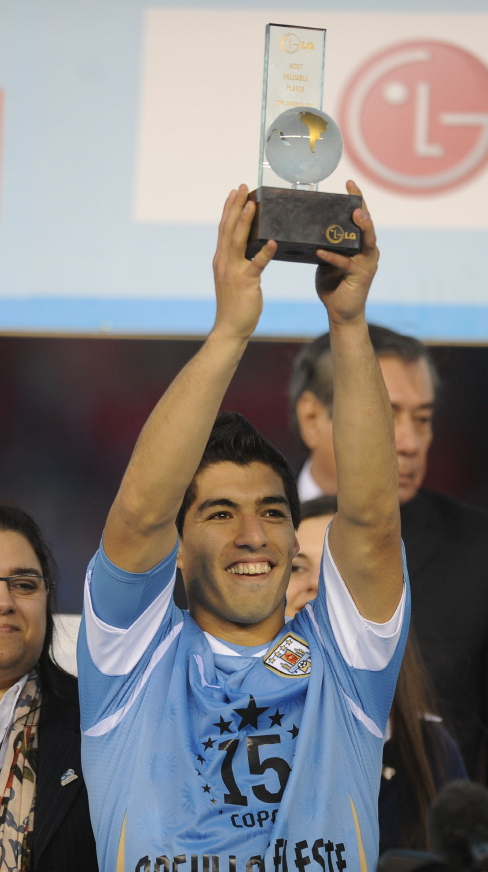
蘇亞雷斯接受美洲國家盃最佳球員獎項

- 烏拉圭足球甲級聯賽冠軍：2005–06、2022

阿積士
- 荷蘭甲組足球聯賽冠军：2011
- 荷蘭盃冠軍：2009–10
- 告魯夫盾冠军: 2007

利物浦
- 英格蘭聯賽盃冠軍：2011–12

巴塞罗那
- 西班牙足球甲級聯賽冠軍：2014–15、2015–16、2017–18、2018–19
- 西班牙國王盃冠軍：2014–15、2015–16、2016–17、2017–18
- 西班牙超级杯冠军：2016、2018
- 歐洲冠軍聯賽冠軍：2014–15
- 欧洲超级杯冠军：2015
- 国际足联俱乐部世界杯冠军：2015

馬德里體育會
- 西班牙足球甲级联赛冠軍：2020–21[16]

甘美奧
- 南大河州足球聯賽冠軍：2023
- 南大河州超級盃冠軍：2023

 迈阿密国际足球俱乐部
- 支持者之盾 ：2024

國家隊

烏拉圭
- 美洲國家盃冠军：2011

### 個人
- 英格兰PFA足球先生（1）：2013–14
- 英格兰FWA足球先生（1）：2013–14
- 歐洲金靴獎（2）：2013–14、2015/16
- 英超赛季最佳球员（1）：2013–14
- FSF年度最佳球员（1）：2013–14
- 荷兰足球先生（1）：2009–10
- PFA年度最佳阵容（2）：2012–13、2013–14
- 英超每月最佳球员（2）：2013年12月、2014年3月
- 英超金靴奖：2013-14
- Golden Boot Landmark Award 10（1）：2012-13
- Golden Boot Landmark Award 20（2）：2012-13、2013-14
- Golden Boot Landmark Award 30（1）：2013-14
- 荷甲金靴奖（1）：2009–10
- 荷兰杯金靴奖（1）：2009–10
- 2014年世界杯南美区预选赛：金靴奖（11粒进球）
- 美洲杯赛事最佳球员（1）：2011
- 阿贾克斯年度最佳球员（2）：2008–09、2009–10
- 阿贾克斯队内赛季最佳射手（2）：2008–09、2009–10
- 利物浦赛季最佳球员（2）：2012–13、2013–14
- 利物浦队内赛季最佳射手（3）：2011–12、2012–13、2013–14

## 爭議

### 球品問題
蘇亞雷斯的技術和進球能力毋庸置疑，但其球風經常遭外界詬病。以下有幾個例子。

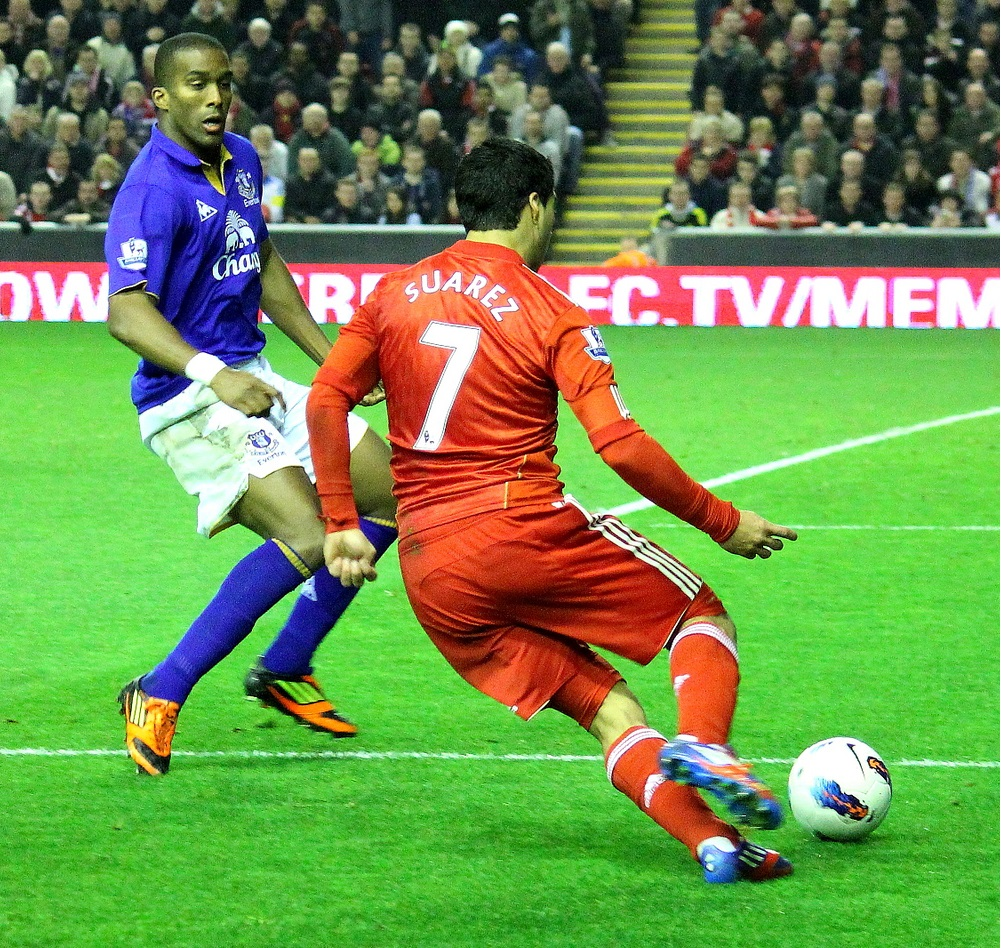
蘇亞雷斯代表利物浦迎戰德比对手埃弗顿（2012年）

#### 世界盃手球
烏拉圭在2010年世界盃8強對加納加時最後階段時，蘇亞雷斯用手擋出了加納隊的必入之球，且随即被紅牌驅趕出場。但加納球員卻未能罰進十二碼，最後更在點球大戰遭烏拉圭擊敗而飲恨出局。該場比賽使得蘇亞雷斯成爲加納國民的公敵，但蘇亞雷斯同時也成為了烏拉圭的國家英雄，甚至被稱為「新上帝之手」。

#### 種族歧視
蘇亞雷斯於2011-12英超賽季首循環面對曼聯後衛埃夫拉的口頭挑釁，而脫口而出疑似種族歧視的言論也遭受痛批，結果蘇亞雷斯被英足總停賽8場兼罰款4萬英鎊。而次循環兩隊再對戰時蘇亞雷斯亦有失風度地不向埃夫拉握手而再次挑起事端，該場比賽曼聯以2比1戰勝利物浦，埃夫拉故意在賽後跑到蘇亞雷斯的眼前跳躍鼓动場邊球迷們慶祝，讓裁判群不得不前往分開兩人。

#### 英超手球
2012-13賽季足總盃第三圈，利物浦客場迎戰非聯賽球隊曼斯菲，雖然蘇亞雷斯攻入一球並助利物浦2-1戰勝對手，但經慢鏡重播顯示蘇亞雷斯有明顯的手球嫌疑。賽後不少球迷均譴責蘇亞雷斯，但蘇亞雷斯辯稱該入球並非是手球，結果球迷以「Shameless（厚顏無恥）」來形容蘇亞雷斯。但最後英足總意外地沒有為其手球作出處分。

#### 荷甲咬人（第1次咬人）
2010年10月，在阿贾克斯效力的他當時在與燕豪芬的一場比賽中，由於阿贾克斯一名球員被紅牌逐出，雙方球員正在一起理論，但蘇亞雷斯突然咬了對方球員奧特曼·巴卡爾肩膀一口。結果當時蘇亞雷斯被荷蘭足協停賽7場，也間接令阿贾克斯之後將他出售給利物浦。

#### 英超咬人（第2次咬人）
同年，於倫敦時間4月21日進行的利物浦主場對車路士的下半場中，65分鐘，蘇亞雷斯後場斷球發動快速反擊，皮球轉移至右側後，蘇亞雷斯插入禁區跟後衛伊凡诺维奇糾纏在一起，蘇亞雷斯抱住伊凡胳膊並狠咬對手。球證沒有作出任何懲罰，結果完場前蘇亞雷斯射入一球為利物浦扳平。蘇亞雷斯入球後衝向球迷區慶祝，但沒有隊友與其一起，最後只是尷尬地振臂高呼就返回場內。
這次事件在英國社會引起極大迴響，就連英國首相卡梅倫亦指必須嚴懲蘇亞雷斯﹔最後苏亚雷斯被英足總重罰停賽十場。
美國體育傳媒Bleacher Report評選十大最受人痛恨的球員中，蘇亞雷斯名列前茅。

#### 世界盃咬人（第3次咬人）
2014年世界杯D组最后一轮乌拉圭与意大利的比赛中，苏亚雷斯咬伤了意大利队员基亞連尼，当值裁判却对此没有做出判罚。但是國際足協經調查後，決定重罰禁賽9場，禁止參與足球活動4個月，並對他開出10萬瑞士法郎的罰單。因為2014年世界盃的事件，讓他過去的不當行為再被提起。國際職業足球員協會說他除了這些處分還要接受治療。同時因為被重罰國際賽禁賽9場（包含世界盃16強），他無緣參加2015年美洲盃足球賽4場、4場世界盃外圍賽。

#### “苏亚雷斯规则”
2018年，国际足球联合理事会特别修改了世界杯规则，将“禁止咬人”列入了本届世界杯规则之内。在世界杯规则第12条中，咬人将和其他的不当行为一样，将被判罚任意球，咬人的球员将被红牌罚下。此规则被戏称为“苏亚雷斯规则”。

### 負面的大眾文化
蘇亞雷斯被控在2014年世界盃咬人，而且畫面還一刀未剪的「直播」給全世界的觀眾看，讓當時電視機前觀眾吃驚，引發網民熱議、惡搞照片，以下是對該事件的反映：
- 曾是咬人事件受害者的前拳王埃万德·霍利菲尔德也在Twitter评论：「我猜身體任何部位都可以吃吧。」[22]
- 烏拉圭的麥當勞說：「如果你餓的話，請吃我們的」，並指名蘇亞雷斯。[23]
- 美國業者Trident說：「請嚼食我們的口香糖，不要咬人」，並指名蘇亞雷斯。[24]
- 有網友[谁？]以蘋果公司的標誌說：「你家的蘋果電腦的蘋果標誌為什麼少了一口？因為蘇亞雷斯到此一遊」[25]
- 士力架說：「咬這款巧克力比咬義大利人好多了」，並指名蘇亞雷斯。[26]
- 部分網友或商業業者以他的行為作為廣告、惡搞、影片主題的依據。[27][28]

2010年世界盃紅牌之後至2014年世界盃，一共被禁賽48場，但卻在球場上未领到一张红牌（禁賽都因為咬傷人或種族歧視所造成，而且都是事後才追究）。
2014年世界盃之後蘇亞雷斯由利物浦轉投西甲的巴塞隆拿，同時也是妻子的居住地，自此之後完全沒有關於蘇亞雷斯的負面新聞。所以被球迷認為之前的行為是球與妻子聚少離多，無法奪得冠軍獎盃而有志難伸的表現。

## 個人生活
苏亚雷斯出生于乌拉圭的薩爾托，他是桑德拉·迪亚兹和罗多福·苏亚雷斯的七个儿子中的第四个。 他的哥哥Paolo Suárez是一名已退役的职业足球运动员，最后一次效力于萨尔瓦多的Isidro Metapán。
苏亚雷斯在七岁时和家人一起搬到了蒙得维的亚，并在九岁时父母离异。 在蒙得维的亚，他在街头发展了自己的足球技术， 同时在15岁时还当过街道清洁工。 他在欧洲的生活和他所离开的贫穷生活之间的对比，被认为是他在场上时不时展现攻击性的原因，也可能解释了为何乌拉圭的公众和媒体对此类事件的态度比欧洲更为宽容。 除了他的母语，苏亚雷斯还會说荷兰语和英语。

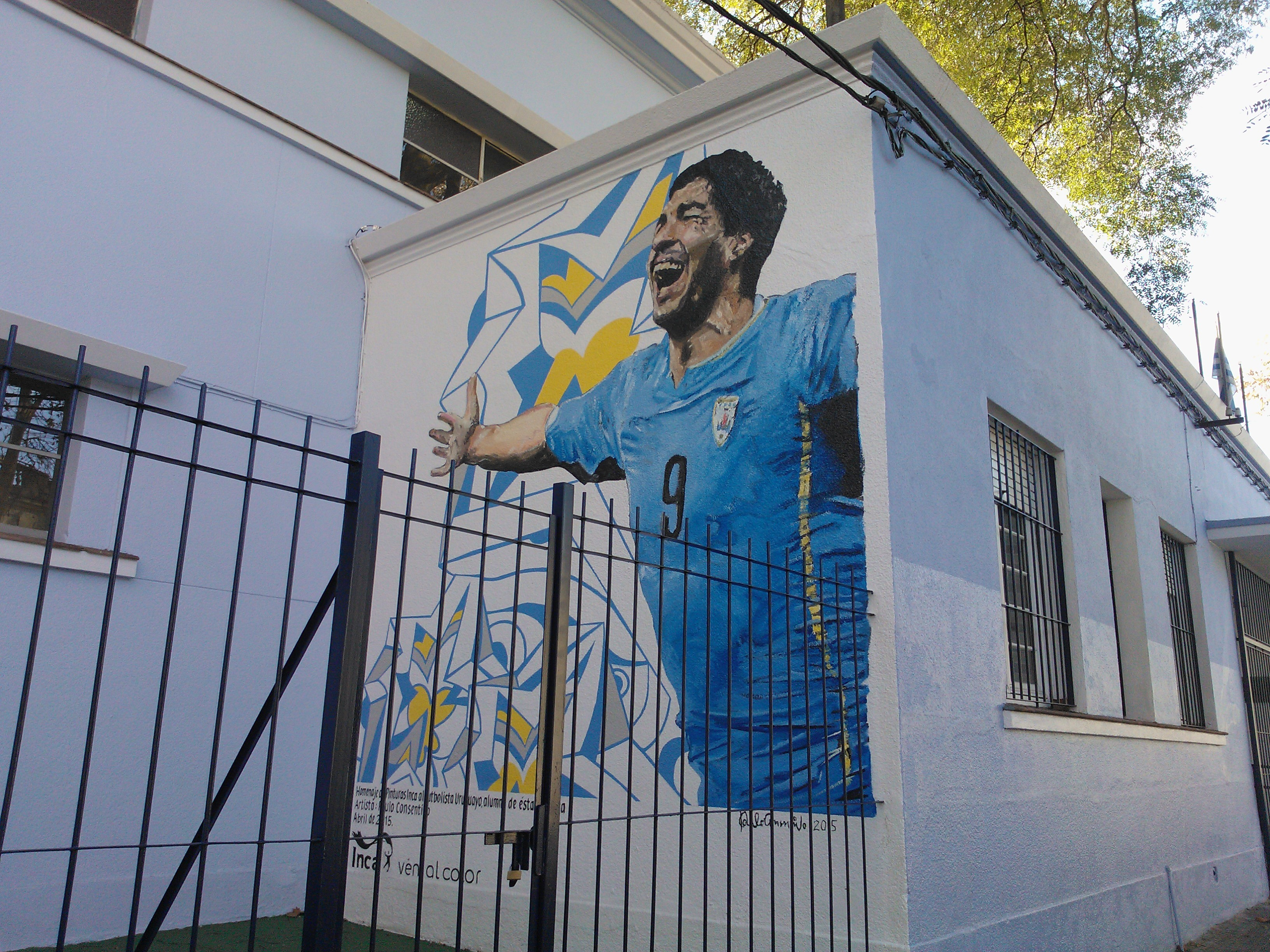
苏亚雷斯的母校乌拉圭蒙得维的亚的壁画

苏亚雷斯是混血兒，有一个黑人祖父。 关于种族问题，在对帕特里斯·埃夫拉事件的报道中提到，苏亚雷斯的祖母利拉·皮里斯曾用"mi negrito"作为绰号，以解释苏亚雷斯在持续两分钟的争吵中反复使用"negro"；英格兰足球协会认为他的证词不可靠，并给予他八场比赛的禁赛处罚。他的母亲也支持苏亚雷斯声称在乌拉圭使用这个词并不带有种族歧视意味。她表示这是"正常的"，并且人们可以用这个词来称呼朋友，就像称呼某人胖、瘦或其他的形容词一样。
苏亚雷斯在蒙得维的亚15岁时与索菲亚·巴尔比开始交往；巴尔比一家于2003年搬到巴塞罗那，苏亚雷斯的足球事业因此变得更加专注，因为他想跟随他们一起前往欧洲，与索菲亚再次相聚。 他们于2009年结婚，夫妇俩有一个名叫德尔菲娜（出生于2010年）和两个儿子本杰明（出生于2013年）和劳蒂（出生于2018年）。 他在手腕上纹有女儿德尔菲娜的名字的纹身，他在进球庆祝时亲吻这个纹身——这个庆祝动作被收录在EA Sports的视频游戏《FIFA 15》中，被称为"Kiss The Wrist"（亲吻手腕）。 2014年，苏亚雷斯加入巴塞罗那，使他能够更靠近索菲亚的家人。在这次转会中，苏亚雷斯说："利物浦为了让我留下尽了所有努力，但在西班牙踢球和生活是我一生的梦想和抱负。我相信现在是时机成熟了。" 2014年，苏亚雷斯出版了自传《越过界限——我的故事》。
苏亚雷斯与意大利公民结婚，有资格参加意大利语B1水平考试，并于2020年9月飞往佩鲁贾参加考试并获得意大利公民身份。虽然语言考试结果和公民身份批准都需要几个月甚至几年的时间来处理，但据报道，苏亚雷斯在几小时内就获得了语言考试结果，并将在几周内获得公民身份批准。意大利媒体注意到这引发了对苏亚雷斯受到特殊待遇的指责，尤其是因为意大利法律在2018年进行了修改，使通过婚姻获得公民身份更加困难。 2020年9月，就有指控称他以舞弊的方式获得了意大利公民身份，此事引发了一项调查。
众所周知，苏亚雷斯利用自己的经验和知识来指导乌拉圭的新足球人才，尤其是达尔文·努涅斯。